# التكامل المدرسي في الولايات المتحدة

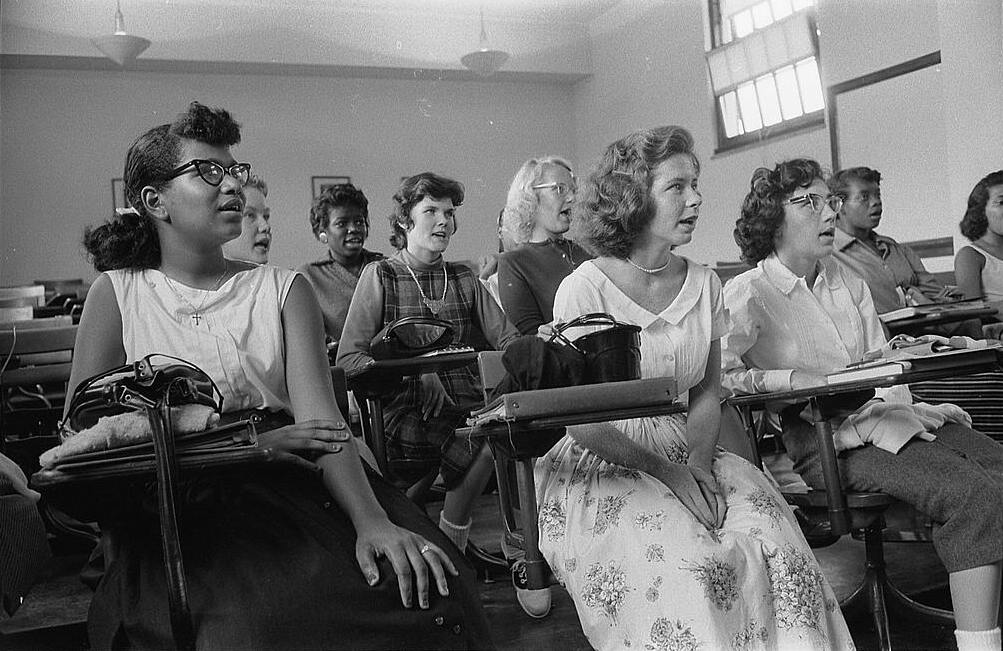
فصل دراسي متكامل في مدرسة أناكوستيا الثانوية ، واشنطن العاصمة، عام 1957

في الولايات المتّحدة، التّكامل المدرسي (المعروف أيضًا باسم إلغاء الفصل العنصري) هو عمليّة إنهاء الفصل على أساس العرق داخل المدارس الأمريكيّة العامّة والخاصّة. كان الفصل العنصري في المدارس موجودًا طوال معظم التّاريخ الأمريكي ولا يزال يمثّل مشكلة في التّعليم المعاصر. في فترة حركة الحقوق المدنيّة، أصبح التّكامل المدرسيُّ أولويّة، ولكن منذ ذلك الحين أصبح الفصل العنصري بحكم الأمر الواقع سائدًا مرّة أخرى.
انخفض الفصل في المدارس بسرعة خلال أواخر الستينيات وأوائل السبعينيات. ويبدو أنّ الفصل العنصري قد زاد منذ عام 1990.  إنّ التّفاوت في متوسط معدل الفقر في المدارس الّتي يحضرها البيض والسّود هو العامل الأكثر أهميّة في فجوة التّحصيل العلمي بين الطّلاب البيض والسّود.

## نظرة عامة

### التاريخ المبكر للمدارس المتكاملة
تمّ دمج بعض المدارس في الولايات المتّحدة قبل منتصف القرن العشرين، وكان أوّلها مدرسة لويل الثانوية في ماساتشوستس، والّتي قبلت الطّلاب من جميع الأجناس منذ تأسيسها. التحقت كارولين فان فرونكر، أقدم طالبة أمريكية من أصل أفريقي معروفة، بالمدرسة في عام 1843. كان دمج جميع المدارس الأمريكيّة حافزًا رئيسيًّا لحركة الحقوق المدنية والعنف العنصري الّذي حدث في الولايات المتّحدة خلال النّصف الأخير من القرن العشرين.
بعد الحرب الأهلية، تمّ إقرار أول تشريع يمنح الحقوق للأميركيين من أصل أفريقي. ألغت التّعديلات الثّالث عشر والرّابع عشر والخامس عشر، المعروفة أيضًا باسم تعديلات إعادة الإعمار، والتي تم تمريرها بين عاميّ 1865 و1870، العبوديّة، وضمنت المواطنة والحماية بموجب القانون، وحظرت التّمييز العنصري في التّصويت، على التّوالي. في عام 1868، أصبحت ولاية أيوا أوّل ولاية في البلاد تقوم بإلغاء الفصل العنصري في المدارس.

### جيم كرو الجنوب
على الرغم من تعديلات إعادة الإعمار هذه، فقد حدث تمييز صارخ من خلال ما أصبح يُعرف باسم قوانين جيم كرو. نتيجة لهذه القوانين، طُلب من الأمريكيين من أصل أفريقي الجلوس على مقاعد مختلفة في الحديقة، واستخدام نوافير شرب مختلفة، وركوب عربات السكك الحديديّة المختلفة عن نظرائهم البيض، من بين جوانب أخرى منفصلة من الحياة. على الرّغم من أنّ قانون الحقوق المدنية لعام 1875 يحظر التّمييز في الأماكن العامّة، إلا أنّ المحكمة العليا حكمت في عام 1896 في القضية التاريخية بليسي ضد. فيرجسون أنّ المرافق العامّة الّتي يتمّ الفصل فيها عنصريًّا مثل المدارس والحدائق العامّة ووسائل النّقل العام مسموح بها قانونًا طالما كانت متساوية في الجودة. هذا المبدأ المنفصل ولكن المتساوي شرّع الفصل في المدارس.

### المدارس السوداء
أدى هذا التمييز المؤسسي إلى إنشاء مدارس للسود ، أو مدارس منفصلة للأطفال الأمريكيين من أصل أفريقي. بمساعدة فاعلي الخير مثل جوليوس روزنوالد والقادة السود مثل بوكر تي واشنطن ، بدأت مدارس السود في ترسيخ نفسها كمؤسسات مرموقة. وسرعان ما احتلت هذه المدارس أماكن بارزة في مجتمعات السّود، حيث كان يُنظر إلى المعلّمين على أنّهم قادة مجتمع يتمتّعون باحترام كبير. ومع ذلك، على الرّغم من دورها المهم في مجتمعات السّود، ظلّت مدارس السّود تعاني من نقص التّمويل وسيّئة التّجهيز، خاصّة بالمقارنة مع مدارس البيض. على سبيل المثال، بين عامي 1902 و1918، قدّم مجلس التّعليم العام، وهو منظّمة خيريّة تمّ إنشاؤها لتعزيز المدارس العامّة في الجنوب، 2.4 مليون دولار فقط لمدارس السّود مقارنة بـ 25 مليون دولار تمّ منحها لمدارس البيض.

## إجراءات قانونية
طوال النصف الأول من القرن العشرين، كانت هناك العديد من الجهود لمكافحة الفصل العنصري في المدارس، ولكن لم ينجح سوى القليل منها. ومع ذلك، في قرار صدر بالإجماع عام 1954 في قضية براون ضد. في قضية مجلس التّعليم، قضت المحكمة العليا في الولايات المتّحدة بأنّ الفصل العنصري في المدارس العامّة غير دستوري. جادل الفريق القانوني التّابع لـ NAACP الّذي يمثّل براون، بقيادة ثورغود مارشال، بأنّ المدارس المنفصلة عنصريًا كانت غير متكافئة بطبيعتها، حيث كان المجتمع ككل ينظر بازدراء إلى الأمريكيين من أصل أفريقي والمدارس المنفصلة عنصريًا عزّزت هذا التّحيز فقط. لقد دعموا حجّتهم بأبحاث أجراها علماء النّفس وعلماء الاجتماع من أجل إثبات تجريبيًا أن المدارس المنفصلة ألحقت ضررًا نفسيًا بالطّلاب السّود. ساهمت شهادات الخبراء هذه، إلى جانب المعرفة الملموسة بأن مدارس السّود لديها مرافق أسوأ من مدارس البيض وأنّ المعلّمين السّود يتقاضون أجورًا أقل من المعلمين البيض، ساهمت في اتّخاذ القرار التّاريخي بالإجماع.

## الاستجابات الأولية للدمج المدرسي
كانت مجموعة ليتل روك ناين مجموعة من تسعة طلاب أمريكيين من أصل أفريقي مسجّلين في مدرسة ليتل روك المركزية الثّانوية في عام 1957. أعقب تسجيلهم أزمة ليتل روك، حيث مُنع الطّلاب في البداية من دخول المدرسة المنفصلة عنصريًّا من قبل أورفال فوبوس، حاكم أركنساس. ثمّ حضروا بعد تدخل الرّئيس دوايت د. أيزنهاور. قبل ليتل روك ناين، شهدت ولاية أركنساس أول عمليّات دمج مدرسية ناجحة تحت خط ماسون-ديكسون. في عام 1948، قبل تسع سنوات من ليتل روك ناين، نجحت كليّات الحقوق والطّب بجامعة أركنساس في قبول الطّلاب السّود. سيتم دمج المدارس العامّة أيضًا في مدينتي تشارلستون وفايتفيل في أركنساس في عام 1954 أيضًا. 
أصدرت المحكمة العليا الأمريكية حكمها التاريخي ضد براون ضد. مجلس التعليم في توبيكا، كانساس، 347 الولايات المتّحدة 483، في 17 مايو 1954. مرتبطًا بالتّعديل الرّابع عشر، أعلن القرار أنّ جميع القوانين الّتي تنشئ مدارس منفصلة غير دستورية، ودعا إلى إلغاء الفصل العنصري في جميع المدارس في جميع أنحاء البلاد. بعد القرار، حاولت الجمعيّة الوطنية لتقدّم الملونين (NAACP) تسجيل الطّلاب السّود في المدارس الّتي كانت مخصّصة للبيض سابقًا في مدن في جميع أنحاء الجنوب. وفي ليتل روك بولاية أركنساس، وافق مجلس إدارة المدرسة على الامتثال لحكم المحكمة العليا. قدّم فيرجيل بلوسوم، المشرف على المدارس، خطّة التّكامل التّدريجي إلى مجلس إدارة المدرسة في 24 مايو 1955، والتي وافق عليها المجلس بالإجماع. سيتم تنفيذ الخطّة خلال خريف العام الدّراسي 1957، والّذي سيبدأ في شهر سبتمبر عام 1957.
بحلول عام 1957، سجّلت NAACP تسعة طلّاب سود لحضور مدرسة ليتل روك المركزيّة الثّانوية الّتي كانت تضمّ البيض بالكامل، وتمّ اختيارهم بناءً على معايير الدّرجات الممتازة والحضور. أُطلق عليهم اسم "ليتل روك ناين"، وهم إرنست جرين (مواليد 1941)، وإليزابيث إيكفورد (مواليد 1941)، وجيفرسون توماس (1942-2010)، وتيرينس روبرتس (مواليد 1941)، وكارلوتا وولز لانير (مواليد 1942)، مينيجين براون (مواليد 1941)، غلوريا راي كارلمارك (مواليد 1942)، ثيلما موذرشيد (مواليد 1940)، وميلبا باتيلو بيلز (مواليد 1941). وتمّ طرد طالب أسود، مينيجين براون، بسبب الانتقام. أصبح إرنست جرين أوّل طالب أسود يتخرّج من المدرسة الثّانوية المركزيّة في شهر مايو 1958.
عندما بدأ التكامل في 4 سبتمبر 1957، تم استدعاء الحرس الوطني في أركنساس "للحفاظ على السلام". في الأصل بناءً على أوامر الحاكم، كان المقصود منها منع الطّلاب السّود من الدّخول بسبب مزاعم بوجود "خطر وشيك من الاضطرابات وأعمال الشّغب وانتهاك السّلام" أثناء عملية الدّمج. ومع ذلك، أصدر الرّئيس أيزنهاور الأمر التذنفيذي رقم 10730، الّذي وحّد الحرس الوطني في أركنساس و1000 جندي من الجيش الأمريكي وأمرهم بدعم التّكامل في 23 من شهر سبتمبر من ذلك العام، وبعد ذلك قاموا بحماية الطّلاب الأمريكيين من أصل أفريقي. سيرافق الحرس الوطني في أركنساس هؤلاء الأطفال السّود التّسعة داخل المدرسة حيث أصبح ذلك الرّوتين اليومي للطّلاب في ذلك العام.

### نقد

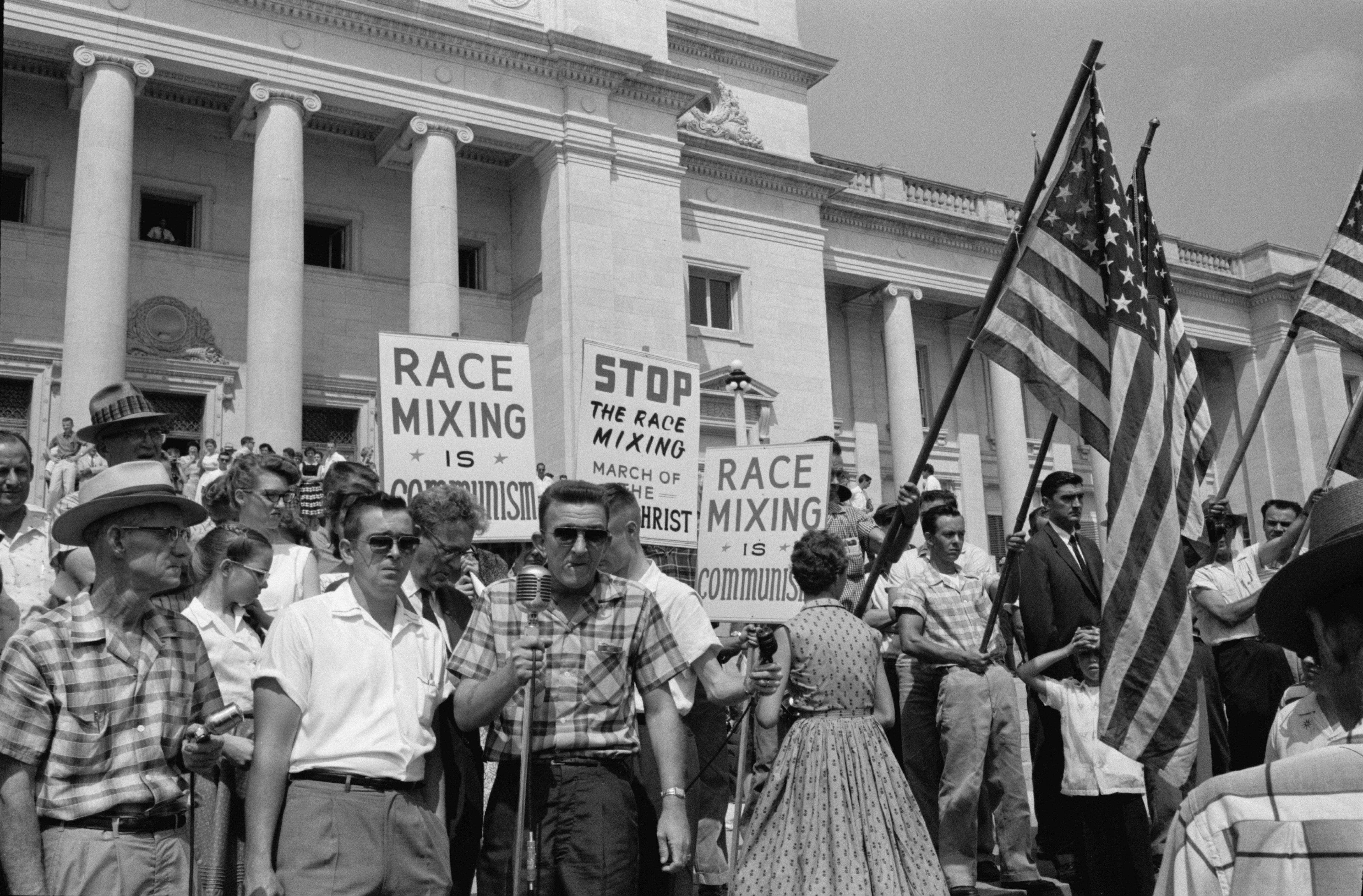
احتجاج على دمج المدارس في ليتل روك، أركنساس عام 1959

على الرّغم من الحكم الفيدرالي في قضية براون ضد. مجلس التّعليم ، قوبل التّكامل بمعارضة فوريّة من بعض النّاس، خاصّة في الجنوب. في عام 1955، استعرضت مجلّة تايم حالة جهود إلغاء الفصل العنصري في الولايات الجنوبيّة والحدوديّة الـ 17، وصنفتها من "A" إلى "F".  
أعلن عضو مجلس الشيوخ عن ولاية فرجينيا هاري إف بيرد سياسة "المقاومة الهائلة" وأدّت إلى إغلاق تسع مدارس في أربع مقاطعات في فرجينيا بين عامي 1958 و1959؛ تلك الموجودة في مقاطعة برينس إدوارد، فيرجينيا، ظلّت مغلقة حتّى عام.
ولدعم هذه السّياسة، وقع أغلبية من أعضاء الكونجرس الجنوبيين في مجلس النواب الأمريكي على وثيقة في عام 1956 أطلق عليها اسم "البيان الجنوبي" ، الّذي أدان الدّمج العنصري في المؤسّسات العامّة مثل المدارس.
في عام 1957، وفي ظل مقاومة هائلة، دعا حاكم أركنساس أورفال فوبوس الحرس الوطني في أركنساس إلى منع تسعة طلاب سود من الالتحاق بالمدرسة الثانوية المركزية التي تم إلغاء الفصل العنصري فيها حديثًا في ليتل روك، أركنساس.  رداً على ذلك، أرسل الرّئيس دوايت د. أيزنهاور القوّات الفيدراليّة لمرافقة مجموعة الطّلاب بأمان - الّتي ستُعرف قريبًا باسم ليتل روك ناين- إلى فصولهم الدّراسية وسط احتجاجات عنيفة من حشد غاضب من الطّلاب البيض وسكّان البلدة. ولتصعيد الصّراع، أغلق فوبوس جميع المدارس الثّانوية العامّة في ليتل روك في خريف عام 1958، لكنّ المحكمة العليا الأمريكيّة أمرت بإعادة فتحها في شهر ديسمبر من ذلك العام.

### مدح
أشادت الصحف السوداء البارزة مثل شيكاجو المدافع و أنتلانتا ديلي ورد بقرار براون لدعم المساواة العرقية والحقوق المدنية.  لقد أدرك محررو هذه الصحف الطبيعة البالغة الأهميّة والأهميّة الرمزية للقرار.  على الفور، براون ضد. أثبت مجلس التّعليم أنه عامل محفز في التّحريض على المساواة في الحقوق في المجتمعات الجنوبيّة، تمامًا كما كان تشارلز هيوستن وثورغود مارشال يأملان عندما ابتكرا الاستراتيجيّة القانونية وراء ذلك. بعد أقل من عام من قرار براون، بدأت مقاطعة حافلات مونتغمري ، وهي خطوة مهمة أخرى في النّضال من أجل الحقوق المدنيّة للأميركيّين الأفارقة. اليوم، براون ضد. يُنظر إلى مجلس التّعليم إلى حدّ كبير على أنّه نقطة البداية لحركة الحقوق المدنيّة.
بحلول الستينيات والسبعينيات من القرن الماضي، اكتسبت حركة الحقوق المدنية دعمًا كبيرًا. يحظر قانون الحقوق المدنية لعام 1964 الفصل والتمييز على أساس العرق في المرافق العامة، بما في ذلك المدارس، ويحظر قانون حقوق التصويت لعام 1965 التّمييز العنصري في شؤون التّصويت. في عام 1971، حكمت المحكمة العليا في قضيّة سوان وافق مجلس التّعليم في شارلوت مكلنبورغ على استخدام الحافلات لتحقيق إلغاء الفصل العنصري، على الرّغم من الأحياء المنفصلة عنصريًّا ومحدوديّة نصف قطر المناطق التّعليمية. بحلول عام 1988، وصل التّكامل المدرسي إلى أعلى مستوياته على الإطلاق حيث كان ما يقرب من 45% من الطّلاب السّود يلتحقون بالمدارس الّتي كانت في السّابق مخصّصة للبيض فقط.

## تطبيق

### براون الثاني
بعد مواجهة براون حكم مجلس التعليم بأن الفصل العنصري في المدارس غير دستوري، ونوقش تنفيذ إلغاء الفصل العنصري في قضيّة متابعة للمحكمة العليا تسمّى براون II. وعلى الرّغم من أنّ محامي NAACP دافعوا عن جدول زمني فوري للاندماج، إلا أنّ المحكمة العليا أصدرت أمرًا غامضًا يقضي بضرورة دمج المناطق التّعليمية "بكلّ سرعة متعمّدة". 

### التكامل ردا علىبراون
في 23 أغسطس 1954، التحق 11 طفلًا أسود بالمدرسة مع ما يقرب من 480 طالبًا أبيضًا في تشارلستون، أركنساس. واتفق مدير المدرسة مع وسائل الإعلام المحلية على عدم مناقشة الحدث، وتم تجاهل محاولات الحصول على معلومات من مصادر أخرى عمدًا. سارت العمليّة بسلاسة كبيرة، وتلاها إجراء مماثل في فايتفيل، أركنساس، في نفس الخريف. في العام التّالي، اجتذب دمج المدارس في هوكسي، أركنساس، تغطية وطنيّة من مجلة لايف، وأعقب ذلك معارضة مريرة من مجالس المواطنين البيض والسّياسيين المؤيّدين للفصل العنصري. على الرّغم من أنّ التّكامل سمح لمزيد من الشّباب السّود بالوصول إلى المدارس ذات التّمويل الأفضل، فقد أدّت العملية أيضًا في العديد من المجالات إلى تسريح المعلّمين والإداريّين السّود الّذين عملوا في المدارس المخصّصة للسّود فقط. 
حدثت معارضة لجهود التّكامل في المدن الشّمالية أيضًا. على سبيل المثال، في ماساتشوستس في عامي 1963 و1964، نظّم نشطاء التعليم حملات مقاطعة لتسليط الضّوء على فشل لجنة مدرسة بوسطن في معالجة الفصل العنصري الفعلي في المدارس العامّة بالمدينة.

### معارضة التكامل
ظهرت خيارات مختلفة سمحت للسكان البيض بتجنب الدمج القسري في المدارس العامة. بعد قرار براون، انتقلت العديد من العائلات البيضاء التي تعيش في المناطق الحضرية إلى مناطق الضواحي في الغالب للاستفادة من المدارس الأكثر ثراءً والأكثر بياضًا هناك.  وصف ويليام هنري كيلار، في دراسته لإلغاء الفصل العنصري في المدارس في هيوستن، تكساس، عمليّة الطّيران الأبيض في منطقة المدارس المستقلّة في هيوستن. وأشار إلى أنّ الطّلاب البيض شكّلوا 49.9 بالمائة من المسجّلين في HISD في عام 1970، لكنّ هذا العدد انخفض انخفاضًا ملحوظًا على مدار العقد. بلغ معدّل الالتحاق بالبيض 25.1 بالمائة فقط من عدد الطّلاب في HISD بحلول عام 1980.
هناك طريقة أخرى تجنبت بها الأسر البيضاء الاندماج وهي سحب أطفالها من نظام المدارس العامّة المحليّة من أجل تسجيلهم في "أكاديميات الفصل العنصري" المنشأة حديثًا. بعد قضية المحكمة العليا عام 1968، سارع مجلس مدارس مقاطعة نيو كينت إلى إلغاء الفصل العنصري في المدارس العامة، وارتفع معدل الالتحاق بالمدارس الخاصة في ولاية ميسيسيبي من 23,181 طالبًا في المدارس الخاصة في عام 1968 إلى 63,242 طالبًا في عام 1970. 
أصبح موضوع إلغاء الفصل العنصري أكثر ملتهبة. وفي مارس 1970، قرر الرئيس ريتشارد نيكسون اتّخاذ إجراء. وأعلن أن براون "على حق من النّاحيتين الدّستورية والإنسانيّة" وأعرب عن نيته تطبيق القانون. كما وضع آليّة لتنفيذ ولاية المحكمة. طُلب من نائب الرّئيس سبيرو تي أغنيو وجورج شولتز، وزير العمل آنذاك، قيادة لجنة وزاريّة لإدارة الانتقال إلى المدارس غير العنصريّة.
أحد الجوانب التي تمّ التّغاضي عنها في جهود إلغاء الفصل العنصريّ في المدارس هو استمرار العنصريّة الهيكليّة كما تنعكس في تكوين مجالس المدارس المنتخبة. وبعد فترة طويلة من إلغاء الفصل العنصري في مدارسهم، استمرّ العديد منهم في العمل مع أمناء غالبيّتهم من البيض.

### التكامل بين الجامعات الجنوبية

#### جامعة لويزيانا في لافاييت
كانت جامعة لويزيانا في لافاييت أوّل كليّة عامّة في لويزيانا تدمج هيئة طلّابها. اعترف معهد جنوب غرب لويزيانا، كما كان معروفًا، بجون هارولد تايلور من أرنوفيل في يوليو 1954 بدون وقوع أيّ مشكلة، وبحلول شهر سبتمبر من ذلك العام عندما بدأ فصل الخريف، كان 80 شخصًا من السّود حاضرين ولم يتم تسجيل أيّ اضطرابات. أصبحت SLI جامعة جنوب غرب لويزيانا بعد أربع سنوات وتعرف اليوم باسم جامعة لويزيانا في لافاييت.

#### نظام جامعة تكساس 1950-1956
كانت جامعة تكساس موضوعًا لقضية إلغاء الفصل العنصري التي رفعتها المحكمة العليا في قضية سويت ضد. بينتر مما أدى إلى تسجيل أوّل طالبين من السّود في كليّة الحقوق في جامعة تكساس، وتسجيل أوّل طالب أسود في مدرسة الهندسة المعماريّة، وكلاهما في أغسطس 1950  سجّلت جامعة تكساس أوّل طالب أسود في المرحلة الجامعيّة في شهر أغسطس 1956.
في ربيع عام 1955، رفعت ثيلما جويس وايت، الطالبة المتفوقة في مدرسة دوغلاس الثانوية المنفصلة في إل باسو، تكساس، دعوى قضائية ضد نظام جامعة تكساس بعد رفض طلبها في كلية تكساس الغربية للعام الدراسي 1954-1955.   أثناء نظر قضيتها، أصدرت المحكمة العليا في الولايات المتحدة مزيدًا من التوجيهات بشأن قضية براون ضد. قرار مجلس التّعليم . ردًّا على الدّعوى القضائية والمزيد من التّوجيهات، صوّت أوصياء جامعة تكساس للسّماح للطّلاب السّود بالتّسجيل في كليّة تكساس الغربيّة في 8 يوليو 1955 في 18 من شهر يوليو 1955، أمر القاضي الفيدرالي الّذي نظر في قضية السّيدة وايت بإلغاء الفصل العنصري في كليّة تكساس الغربيّة.

#### جامعة جورجيا 1961
أمر قاضي محكمة المقاطعة الفيدرالية دبليو إيه بوتل بقبول هاميلتون هولمز وتشارلين هانتر في جامعة جورجيا في 6 يناير 1961، منهيًا 160 عامًا من الفصل العنصري في المدرسة. يتعارض قرار القاضي بوتل مع القانون السابق الذي أصدرته الولاية والذي أوقف تمويل أي مدرسة تقبل طالبًا أسود في مؤسستها. ومن بين الشائعات التي تفيد بأن المدرسة قد تغلق أبوابها بقبول الطالبين السود، تم الحفاظ على النظام في الحرم الجامعي حتّى 11 من شهر يناير. في تلك الّليلة، تجمّع حشد غاضب خارج مسكن هانتر، مما تسبّب في أضرار جسيمة للممتلكات وجذب انتباه وسائل الإعلام للجامعة والدّولة. بعد أعمال الشّغب، حتّى في السّابق، أدان المسؤولون المؤيّدون للفصل العنصري مثيري الشّغب. وفقًا لموسوعة نيو جورجيا، "حتّى الحاكم إرنست فانديفر جونيور، الّذي خاض حملته الانتخابيّة لمنصبه تحت شعار الفصل العنصري "لا، ليس واحدًا"، أدان عنف الغوغاء، وربّما نتيجة للدّعاية السلبية التي عانت منها الدّولة في واعترفت الصّحافة الوطنيّة بأنّ بعض التّكامل قد يكون أمراً لا مفرّ منه. وسواء كان ذلك بسبب الخوف من إغلاق الدّولة للمدرسة أو لأسباب أخلاقيّة، فقد فضّل المسؤولون والأساتذة قبول الطّلاب السّود على أساس محدود على الأقل.

#### جورجيا تك 1961
بعد حادثة وعاء السكر المثيرة للجدل عام 1956 ووفاة رئيسها التقدمي بليك فان لير بعد فترة وجيزة، اتخذت شركة جورجيا تك أخيرًا خطوات نحو التكامل. باستخدام جامعة جورجيا كنموذج لا ينبغي اتباعه، بدأت شركة جورجيا تك في التخطيط لاستراتيجيات التكامل في يناير 1961. أعلن الرّئيس إدوين هاريسون في مايو أنّ المدرسة ستقبل ثلاثة من ثلاثة عشر متقدمًا أسودًا للقبول في الخريف التّالي. وأشار هاريسون إلى أنّ "القرار كان ضروريًا؛ لمنع احتمال التّدخل الفيدرالي والحفاظ على الرّقابة الإدارية على القبول بالمدرسة". على الرغم من قبول القرار على نطاق واسع من قبل مجتمعات ومجموعات أتلانتا، إلّا أنّه تمّ اتّخاذ الاحتياطات اللازمة لضمان الّسلام. حضر فورد جرين، ورالف لونج جونيور، ولورانس مايكل ويليامز، الطّلاب الثّلاثة الأوائل من السّود في المدرسة، الفصول الدراسية في 27 من سبتمبر دون أيّ مقاومة، ممّا جعل معهد جورجيا للتّكنولوجيا أول مؤسّسة للتّعليم العالي في أعماق الجنوب تندمج بسلام وبمحضّ إرادتها.

#### جامعة ميسيسيبي 1962
بعد خطاب ناري ألقاه روس بارنيت في إحدى مباريات كرة القدم في أولي ميس، والذي يشير إليه البعض على أنّه "دعوة لحمل السّلاح"، اجتاح دعاة الفصل العنصري البيض حرم جامعة ميسيسيبي وانفجروا في أعمال شغب في 30 من شهر سبتمبر 1962. كان مثيرو الشّغب يحتجّون على وجود جيمس ميريديث بعد حصوله على القبول في الجامعة بعد معركة قانونيّة فاز بها بمساعدة NAACP. وتمركز مسؤولون رسميّون في الحرم الجامعيّ، ولكن لم يتمّ فعل الكثير للسّيطرة على الحشود بشكل فعّال. وبحلول الصّباح، قُتل مدنيّان وأصيب عدد آخر. لم يمت أي من مثيري الشّغب والضبّاط الفيدراليّين في هذا الحدث.
أمر الرئيس جون ف. كينيدي الحرس الوطني الفيدرالي في ولاية ميسيسيبي والقوات الفيدرالية بالذهاب إلى الحرم الجامعي نتيجة لأعمال الشغب القاتلة لمنع المزيد من أعمال العنف وتنفيذ الحكم الفيدرالي الخاص بجيمس ميريديث ليتمكن من التسجيل في الجامعة. وفي مقابلة مع الأسقف دنكان جراي جونيور، الذي كان هناك عندما اندلع العنف، قال في مقابلة مع NPR: "لقد كان شيئًا فظيعًا، وأنا آسف لأنّنا اضطررنا إلى المرور بذلك، لكنّه كان بالتّأكيد بمثابة نقطة تحوّل محدّدة للغاية". وربما تكون تجربة تعليميّة لبعض النّاس، أعتقد أنّه حتّى أنصار الفصل العنصري المتحمّسين لم يرغبوا في رؤية مثل هذا العنف مرّة أخرى. ولعلّ ما يجعل هذا الحدث بالغ الأهميّة لحركة الحقوق المدنيّة ويهدف إلى تغيّير عقليّة الفصل العنصري والحركات الدّاعية إلى اللاعنف. بمرافقة حرّاس فيدراليّين، تمكّن جيمس ميريديث، أحد المحاربين القدامى في سلاح الجو الأمريكي، من التّسجيل في الفصول الدّراسية وأصبح أوّل طالب أسود يتخرّج في عام 1963.

#### جامعة ميرسر 1963
كانت ميرسر أوّل كليّة أو جامعة في أعماق الجنوب تقوم بإلغاء الفصل العنصري طوعًا.[32] في 18 من شهر أبريل عام 1963، صوت مجلس أمناء ميرسر بأغلبيّة 13 صوتًا مقابل 5، مع امتناع 3 عن التّصويت، للتّصديق على السّياسة التي تنصّ على أنّ "جامعة ميرسر تنظر إلى جميع الطّلبات على أساس المؤهّلات، دون النّظر إلى العرق أو لون البشرة أو العقيدة أو الأصل". سمح هذا التغيير في السّياسة لسام أوني، وهو طالب من غانا يبلغ من العمر 22 عامًا، بأن يصبح أول طالب أسود يلتحق بجامعة ميرسر. تقدّم سام أوني، عن علم وقصد، بطلب جزئي إلى ميرسر بغرض المساعدة في إنهاء الفصل العنصري في جنوب الولايات المتّحدة. نجح سام أوني على الرّغم من ضغوط دعاة الفصل العنصريّ في كل من الجنوب والمعمدانيين الجنوبيّين لإبقاء ميرسر معزولًا عنصريًّا، بما في ذلك طائرة ترفع لافتة كتب عليها "حافظ على فصل ميرسر" حيث صوّت مجلس الأمناء بنجاح على الاندماج الكامل.

#### جامعة ألاباما 1956/1963
في عام 1956، تمكنت أوثرين لوسي من الالتحاق بجامعة ألاباما بناءً على أمر من المحكمة بعد معركة قضائية استمرت ثلاث سنوات. وفقًا للمتحف الوطني للتاريخ والثّقافة الأمريكيّة الأفريقيّة، "لم تقع أي حوادث خلال أوّل يومين من الدّراسة. لكن ذلك تغير يوم الاثنين 6 من شهر فبراير. تجمهر الطلاب حولها، وهتفوا في البداية بألقاب مليئة بالكراهية. كان على مسؤولي الجامعة أن يصطحبوا لوسي إلى فصلها التّالي في مبنى المكتبة التّعليمية، بينما كانوا يتعرّضون للقصف بالبيض الفاسد. تمكن الغوغاء في الغالب من السّير بحرية حول الحرم الجامعي لمضايقة لوسي لأنّ الشّرطة لم تفعل شيئًا يذكر لمنعهم. أوقفت الجامعة عمل لوسي "لحمايتها الشّخصية". رفعت أوثرين لوسي وفريقها القانوني دعوى قضائية ضدّ الجامعة بتهمة السّماح للغوغاء بالتّجمع، لكنّهم لم يتمكّنوا من إثبات مسؤوليتهم عن الغوغاء. بعد خسارة القضيّة، كان لدى جامعة ألاباما أسباب قانونيّة لطرد لوسي بتهمة التّشهير بالمدرسة. في عام 1963، قضت محكمة اتحاديّة بأنّه يمكن لفيفيان مالون وجيمس هود الالتحاق بجامعة ألاباما بشكل قانوني. مرّة أخرى، أحدث القرار الفيدرالي اضطرابات في الولاية، مما تسبّب في تعارض بين قوانين الولاية المناهضة للاندماج والأحكام الّتي وضعها القضاة الفيدراليون موضع التّنفيذ. "في ألاباما، تعهّد الحاكم العنصري الشّهير جورج والاس "بالوقوف عند باب المدرسة" من أجل منع تسجيل طالب أسود في جامعة ألاباما". لقد وقف في النّهاية عند مدخل قاعة فوستر في عمل سيّئ السّمعة للحفاظ على أسلوب الحياة العنصري في الجنوب. وفقًا للتاريخ، "على الرّغم من أنّ الحرس الوطني الفيدرالي أجبر والاس في النّهاية على دمج الجامعة، إلّا أنّه أصبح رمزًا بارزًا للمقاومة المستمرّة لإلغاء الفصل العنصري."     

### التأثير على السكان من أصل اسباني
لم يؤثر تنفيذ سياسات التكامل في المدارس على الطلاب السود والبيض فقط؛ وفي السنوات الأخيرة، لاحظ العلماء كيف أثر دمج المدارس العامة بشكل كبير على السكان ذوي الأصول الأسبانية في الجنوب والجنوب الغربي. تاريخيًا، كان الأمريكيون من أصل إسباني يعتبرون من الناحية القانونية من البيض. وقد تحدت مجموعة من الأمريكيين المكسيكيين في كوربوس كريستي بولاية تكساس هذا التصنيف، لأنه أدى إلى التمييز وسياسات التّكامل المدرسيّ غير الفعالة. في سيسنيروس ضد. في منطقة مدارس كوربوس كريستي المستقلّة (1970)، أصدرت محكمة المقاطعة الفيدرالية قرارًا بضرورة تصنيف الأمريكيّين من أصل إسباني كمجموعة أقليّة عرقيّة، وأنّ دمج مدارس كوربوس كريستي يجب أن يعكس ذلك. في عام 2005، قام المؤرخ غوادالوبي سان ميغيل بتأليف كتاب Brown Not White، وهو دراسة متعمّقة لكيفية استخدام المناطق التّعليمية للسّكان ذوي الأصول الأسبانية للتّحايل على التّكامل الحقيقي لمدارسهم. وقد أوضح بالتّفصيل أنّه عندما صنّفت المناطق التّعليمية رسميًّا الطّلاب من أصل إسباني على أنّهم من البيض عرقيًّا، يمكن الجمع بين مدرسة ذات أغلبيّة أمريكيّة من أصل أفريقي ومدرسة ذات أغلبيّة من أصل إسبانيّ واجتياز معايير التّكامل الّتي وضعتها حكومة الولايات المتّحدة بنجاح، ممّا يترك المدارس البيضاء غير متأثّرة. يصف سان ميغيل كيف استخدمت منطقة المدارس المستقلّة في هيوستن هذه الثّغرة لإبقاء المدارس ذات الأغلبية البيضاء دون تغيير، على حساب الطّلاب من أصل إسباني.
في أوائل السبعينيات، قاطع سكان هيوستن هذه الممارسة: لمدة ثلاثة أسابيع، توقف آلاف الطلاب من أصل إسباني عن الالتحاق بمدارسهم العامّة المحلية احتجاجًا على قوانين الاندماج العنصريّة. ردًّا على هذه المقاطعة، في سبتمبر 1972، أصدر مجلس إدارة مدرسة HISD في أعقاب السابقة في قضية سيسنيروس ضدّ منطقة مدارس كوربوس كريستي المستقلّة قضت بأنّ الطّلاب من ذوي الأصول الأسبانيّة يجب أن يكونوا أقلية عرقيّة رسميّة، ممّا أنهى فعليًا الثّغرة الّتي حالت دون دمج المدارس البيضاء.

## التأثير على المدارس الحديثة

### الآثار التعليمية

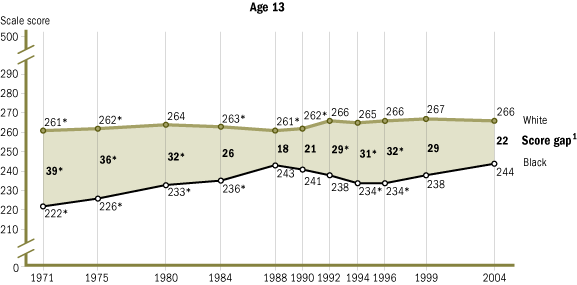
تُظهر دراسة التقييم الوطني للتقدم التعليمي الفجوة بين درجات اختبار القراءة للطلاب البيض والأمريكيين من أصل أفريقي

يُظهر العمل الّذي أجراه الاقتصادي روكر جونسون أنّ التّكامل المدرسي أدّى إلى تحسين التّحصيل التّعليمي والأجور في مرحلة البلوغ للطّلاب السّود الّذين جربوا المدارس المدمجة في السّبعينيات والثّمانينيات، قبل أن تبدأ المدارس في إعادة الفصل بشكل متزايد. 
بالنسبة للطلاب الذين بقوا في المدارس العامة، ظل الفصل الفعلي حقيقة بسبب طاولات الغداء المنفصلة والبرامج الخارجية للطبقات الدراسية المنفصل. اليوم، يؤدّي الممارسة التّربوية للتتبع في المدارس أيضًا إلى الفصل الفعلي داخل بعض المدارس العامّة حيث يتمّ تمثيل الأقليات العرقيّة بشكل غير متناسب في الفصول الدّراسية المنخفضة والطّلاب البيض تمثيلهم بشكل غير متناسب خلال فصول التّدريب على الجامعات.
إن التركيز المتزايد على الاختبارات الموحدة كمقاييس للإنجاز في المدارس هو جزء من الحوار المحيط بالعلاقة بين العرق والتعليم في الولايات المتحدة. تم إجراء العديد من الدّراسات حول فجوة الإنجاز، أو الفجوة في درجات الاختبار بين الطّلاب البيض والسّود، والّتي تقلّصت حتى منتصف الثّمانينيات ثم ركدت.  

### الآثار الاجتماعية
في عام 2003، اعترفت المحكمة العليا علنًا بأهمية التنوع في التعليم، حيث أشارت إلى أن الفصول الدراسية المتكاملة تعد الطلاب ليصبحوا مواطنين وقادة في بلد متنوع. وقد درس علماء النّفس الفوائد الاجتماعيّة والتّنموية للمدارس المدمجة. في دراسة أجراها كيلين وكريستال وروك، اكتشف الباحثون أنّ الطّلاب في المدارس المدمجة يظهرون المزيد من التّسامح والسّلوكيات الشّمولية مقارنة بأولئك الذين لديهم اتّصال أقل مع الطّلاب من خلفيّات عرقيّة أخرى.

### الحواشي
1. ↑  "Brown at 62: School Segregation by Race, Poverty and State — the Civil Rights Project at UCLA". مؤرشف من الأصل في 2023-06-08.
2. 1 2  Reardon, Sean; Owens, Ann (2014). "60 Years AfterBrown: Trends and Consequences of School Segregation". Annual Review of Sociology (بالإنجليزية). 40 (1): 199–218. DOI:10.1146/annurev-soc-071913-043152. ISSN:0360-0572. Archived from the original on 2023-05-12.
3. ↑  Reardon, Sean F. (2016). "School Segregation and Racial Academic Achievement Gaps". RSF: The Russell Sage Foundation Journal of the Social Sciences (بالإنجليزية). 2 (5): 34–57. DOI:10.7758/RSF.2016.2.5.03. ISSN:2377-8253. Archived from the original on 2023-05-06.
4. ↑  "What Was Brown Vs Board Of Education?". LDF. مؤرشف من الأصل في 2023-08-14. اطلع عليه بتاريخ 2022-04-20.
5. ↑  "Teaching Tolerance | Brown v. Board: Timeline of School Integration in the U.S." Southern Poverty Law Center. Spring 2004. مؤرشف من الأصل في 2023-03-26. اطلع عليه بتاريخ 2016-10-13.
6. ↑  "How Iowa became the first state in the nation to desegregate schools". The Des Moines Register. مؤرشف من الأصل في 2023-10-20.
7. 1 2  Cottrol, p. 29.
8. ↑  Fairclough, p. 248.
9. ↑  Cottrol, pg. 122.
10. 1 2  Cottrol, pg. 123.
11. 1 2 3  "Before Little Rock: Successful Arkansas School Integration". University of Arkansas. 10 سبتمبر 2007. اطلع عليه بتاريخ 2020-09-13.[وصلة مكسورة]
12. ↑  Barclay، Leland (13 فبراير 2018). "Barclay: Charleston saw little integration resistance". Southwest Times Record. مؤرشف من الأصل في 2023-04-04. اطلع عليه بتاريخ 2020-09-13.
13. ↑  "Executive Order 10730: Desegregation of Central High School (1957)". Our Documents. إدارة الأرشيف والوثائق الوطنية. 29 سبتمبر 2021. مؤرشف من الأصل في 2023-06-04. اطلع عليه بتاريخ 2022-04-20.
14. ↑  "National Affairs: REPORT CARD". Time (بالإنجليزية الأمريكية). 19 Sep 1955. ISSN:0040-781X. Archived from the original on 2023-03-17. Retrieved 2017-09-26.
15. ↑  Jones, pp. 46-57.
16. ↑  "Integration: 1954 to 1963". Infoplease.com. The Columbia Electronic Encyclopedia. 2012. مؤرشف من الأصل في 2023-03-17. اطلع عليه بتاريخ 2016-10-13.
17. ↑  Lassiter, p. 1
18. ↑  Ogletree and Eaton, p. 280
19. ↑  Ogletree and Eaton, p. 281
20. ↑  Little Rock School Desegregation نسخة محفوظة 2023-07-04 على موقع واي باك مشين.
21. 1 2 3  Cottrol, p. 185.
22. 1 2  Cottrol, p. 186.
23. ↑  Romano, p. xiv.
24. ↑  "Teaching Tolerance | Brown v. Board: Timeline of School Integration in the U.S." Southern Poverty Law Center. Spring 2004. مؤرشف من الأصل في 2023-03-26. اطلع عليه بتاريخ 2016-10-13."Teaching Tolerance | Brown v. Board: Timeline of School Integration in the U.S." Southern Poverty Law Center. Spring 2004. Retrieved October 13, 2016.
25. ↑  Cottrol, p. 184.
26. ↑  Ogletree and Eaten, p. 279
27. ↑  Appleby، David. "Hoxie - The First Stand". مؤرشف من الأصل في 2023-07-22. اطلع عليه بتاريخ 2018-01-04.
28. ↑  McCullum، Kristan (نوفمبر 2021). ""They will liberate themselves": Education, Citizenship, and Civil Rights in the Appalachian Coalfields". History of Education Quarterly. ج. 61 ع. 4: 449–447. DOI:10.1017/heq.2021.46.
29. ↑  Grant، Donald Lee (2001). The Way It Was in the South. Athens GA: University of Georgia Press.
30. ↑  Napier، Alyssa (فبراير 2023). "The Boston Freedom Schools as Places of Possibility for Reciprocal Integrated Education". History of Education Quarterly. ج. 63 ع. 1: 84–106. DOI:10.1017/heq.2022.42.
31. ↑  Clotfelter, p. 96.
32. ↑  Strauss, p. 94.
33. 1 2  Kellar, p. 166.
34. ↑  Clotfelter, p. 101.
35. ↑  Clotfelter, p. 109.
36. ↑  Clotfelter, pp. 8-9, 56.
37. ↑  Shultz, George P. (8 Jan 2003). "How a Republican Desegregated the South's Schools". The New York Times (بالإنجليزية الأمريكية). ISSN:0362-4331. Archived from the original on 2023-10-20. Retrieved 2018-12-05.
38. ↑  James-Gallaway، ArCasia D. (2023). "Waco's First Black School Board Trustees: Navigating Institutional White Supremacy in 1970s Texas". History of Education Quarterly. ج. 63: 59–83. DOI:10.1017/heq.2022.26.
39. ↑  "Timeline". diversity.utexas.edu. مؤرشف من الأصل في 2023-06-13. اطلع عليه بتاريخ 2020-07-06.
40. ↑  "Apr 4, 1955 Issue | Texas Observer Print Archives". issues.texasobserver.org. مؤرشف من الأصل في 2023-06-02. اطلع عليه بتاريخ 2020-07-06.
41. 1 2  MARTIN, CHARLES H. (15 Jun 2010). "WHITE, THELMA JOYCE". tshaonline.org (بالإنجليزية). Archived from the original on 2023-03-17. Retrieved 2020-07-06.
42. ↑  Hatfield, Edward A. “Desegregation of Higher Education.” New Georgia Encyclopedia, www.georgiaencyclopedia.org/articles/history-archaeology/desegregation-higher-education
43. ↑  Elliott, Debbie  [لغات أخرى]‏. “Integrating Ole Miss: A Transformative, Deadly Riot.” NPR, NPR, 1 Oct. 2012, www.npr.org/2012/10/01/161573289/integrating-ole-miss-a-transformative-deadly-riot
44. ↑  “Welcome to the Civil Rights Digital Library.” Civil Rights Digital Library, Galileo Initiative, 2013, crdl.usg.edu/.
45. ↑  Editors, History.com. “James Meredith at Ole Miss.” History.com, A&E Television Networks, 2 Feb. 2010, www.history.com/topics/black-history/ole-miss-integration
46. ↑  Leffler, Warren K., U.S. News & World Report: Federalized National Guard troops on the campus of the University of Alabama, June 11, 1963 when African Americans Vivian Malone and James Hood registered for classes (photo), Tuscaloosa, Alabama, 11 June 1963. Courtesy of Library of Congress نسخة محفوظة 2022-11-22 على موقع واي باك مشين.
47. ↑  “An Indomitable Spirit: Autherine Lucy.” National Museum of African American History and Culture, 16 Feb. 2018, nmaahc.si.edu/blog-post/indomitable-spirit-autherine-lucy.
48. ↑  Selinas, p. 929
49. ↑  San Miguel, p. 81
50. ↑  San Miguel, p. 117.
51. ↑  San Miguel, p. 185
52. ↑  Phenicie, Carolyn (27 May 2019). "74 Interview: Professor Rucker Johnson on How School Integration Helped Black Students — and How Much More Is Possible When It's Paired With Early Education & Spending Reforms" (بالإنجليزية الأمريكية). Archived from the original on 2023-08-29. Retrieved 2021-12-14.
53. ↑  Barshay, Jill (3 Jun 2019). "A scholar revives the argument for racial integration in schools". The Hechinger Report (بالإنجليزية الأمريكية). Archived from the original on 2023-06-21. Retrieved 2021-12-14.
54. ↑  Clotfelter, pg. 127.
55. ↑  Tyson, pg. 169, 173.
56. ↑  Becker and Luthar, p. 198.
57. ↑  Berlak, p. 63.
58. ↑  Ferguson, p. 462.
59. ↑  Jencks and Phillips, p. 1.
60. ↑  Frankenberg, p. 10.
61. ↑  Frankenberg, p. 17.